# Ансэйские договоры
Ансэйские договоры, также Договоры годов Ансэй (яп. 安政五カ国条約, あんせいごかこくじょうやく ансэй гокакоку дзёяку, договоры годов Ансэй с пятью державами) — обобщающее название пяти неравноправных договоров «о дружбе и торговле», которые были подписаны в 1858 году (5-м году Ансэй) между японским сёгунатом Токугава и пятью западными государствами: США, Голландией, Россией, Великобританией и Францией. Названы по имени девиза правления Ансэй (1854—1860).

## История
После подписания между Японией и США Канагавского договора 1854 года, в японском порту Симода в провинции Идзу было основано американское консульство. В 1856 году был назначен первый консул США Таунсенд Гаррис, заданием которого было склонить сёгунат Токугава к подписанию японо-американского договора о торговле. Требования американской стороны сошлись во времени со Второй Опиумной войной в соседнем Китае, в ходе которой Великобритания и Франция требовали от пекинского правительства расширения своих прав на торговлю. Под давлением США и международных обстоятельств японцы согласились на предложение Гарриса и отправили Иноуэ Киёнао, чиновника Симоды, для выработки текста японо-американского договора. В феврале 1858 года черновик документа был готов, но его подписание затягивалось из-за позиции Императорского двора, который выступал против любых контактов с иностранцами и не давал своего монаршего разрешения на заключение договора. Несмотря на протесты, глава сёгунатского правительства Ии Наосукэ капитулировал перед настойчивостью Гарриса и дал указание подписать договор с американцами, пренебрегая позицией двора. В результате, 29 июля 1858 года, на борту американского корабля японская делегация во главе с Иноуэ и делегация США во главе с Гаррисом подписали японо-американский договор о дружбе и торговле.
Японо-американский договор состоял из 14 статей. Он предусматривал:
- Открытие Японией для граждан США дополнительных портов Канагава (в обмен на открытие Канагавы порт Симода становился закрытым для американцев), Нагасаки, Ниигата и Хёго, а также открытие городов Эдо и Осака;
- Принятие Японией системы свободной торговли (фритредерство);
- Основание в открытых портах поселений и кварталов развлечений для граждан США;
- Предоставление Японией права экстерриториальности и консульской юрисдикции для жителей поселений в открытых портах;
- Основание японо-американской комиссии, которая должна устанавливать пошлины на товары, импортируемые в Японию.

В результате подписания договора японское правительство утратило возможность привлекать граждан США за преступления, совершённые в Японии, и наказывать их в соответствии с японским законодательством. Оно также лишалось таможенной автономии, то есть суверенного права самостоятельно устанавливать пошлины на импортные товары, и таким образом защищать национального производителя. Эти положения определяли неравноправный характер договора.
После заключения японо-американского соглашения, Япония была вынуждена в том же году подписать договоры аналогичного содержания с другими европейскими странами: Голландией (18 августа), Россией (19 августа), Великобританией (26 августа) и Францией (9 октября). Из-за того, что эти договоры были заключены без согласия Императора Японии, по самовольному решению Ии Наосукэ, их называли «временными». Факт подписания этих документов спровоцировал усиление антииностранных и антиправительственных настроений в Японии. Для их подавления сёгунат начал политические репрессии, которые безуспешно закончились убийством самого их инициатора — Ии Наосукэ.
Договоры стали действующими только с 1865 года после Императорской ратификации. Японская сторона смогла отменить их после реставрации Мэйдзи в 1894—1899 годах. Таможенная автономия Японии была восстановлена только в 1911 году.
Ансэйские договоры положили конец более чем двухвековой изоляции Японии от внешнего мира.

## Договоры
- 29 июля 1858: японо-американский договор о дружбе и торговле
- 18 августа 1858: японо-голландский договор о дружбе и торговле
- 19 августа 1858: японо-российский договор о дружбе и торговле
- 26 августа 1858: японо-британский договор о дружбе и торговле
- 9 октября 1858: японо-французский договор о дружбе и торговле.

В советской историографии к договорам Ансэй относили также соглашения Японии с иностранными государствами, которые были подписаны до 1858 года:
- Канагавский договор (31 марта 1854) и Симодский договор (21 июня 1854) с США.
- Нагасакский договор с Великобританией (14 октября 1854), несколько изменённый во время обмена ратификационными грамотами (18 октября 1855)
- Симодский договор с Россией (7 февраля 1855)
- Нагасакский договор с Голландией (9 ноября 1855).